# Robert Lonsdale
Robert Lonsdale (Marsden, 2 novembre 1983) è un attore britannico, attivo in campo teatrale, televisivo e cinematografico.

## Biografia
Dopo gli studi all'Academy of Live and Recorded Arts, ha fatto il suo debutto professionale sul piccolo schermo nel 2002, con la soap opera Coronation Street. Lonsdale ha recitato più volte in televisione nel corso degli anni, apparendo in serie come Walking with the Enemy e Lovesick, ma è ricordato soprattutto per i suoi ruoli principali in The Interceptor e Chewing Gum. Attivo anche in campo teatrale, ha recitato in teatri prestigiosi come il Young Vic, il Royal Court Theatre e la Donmar Warehouse, dove ha recitato accanto a Jude Law e Ruth Wilson nell'opera di Eugene O'Neill Anna Christie. Nel 2010 ha fatto il suo debutto a Broadway con la farsa La Bete, con il premio Oscar Mark Rylance. Lonsdale si è esibito anche in diversi musical nel West End londinese, tra cui From Here to Eternity the Musical.

## Filmografia

### Cinema
- Lost Christmas, regia di John Hay (2011)
- Walking with the Enemy, regia di Mark Schmidt (2013)

### Televisione
- Coronation Street – serial TV, puntata 5245 (2002)
- Heartbeat – serie TV, episodio 13x12 (2004)
- Doctors – serial TV, puntata 12x74 (2010)
- Testimoni silenziosi (Silent Witness) – serie TV, 3 episodi (2011-2013)
- The Interceptor – serie TV, 8 episodi (2015)
- Lovesick – serie TV, episodio 2x04 (2016)
- Chewing Gum – serie TV, 11 episodi (2017)
- Vera – serie TV, episodio 7x02 (2017)
- L'ispettore Gently (George Gently) – serie TV, episodio 8x01 (2018)
- Delitti in Paradiso (Death in Paradise) – serie TV, episodio 9x06 (2020)
- Holby City – serie TV, 4 episodi (2020-2021)
- Finding Alice – serie TV, 4 episodi (2021)
- Killing Eve – serie TV, episodio 4x08 (2022)
- Anne, regia di Bruce Goodison – miniserie TV, puntata 3 (2022)
- Chivalry – serie TV, 4 episodi (2022)
- Pistol, regia di Danny Boyle – miniserie TV, puntata 5 (2022)
- Mary & George, regia di Oliver Hermanus, Alex Winckler e Florian Cossen – miniserie TV, puntata 7 (2024)

## Doppiatori italiani
Nelle versioni in italiano delle opere in cui ha recitato, Robert Lonsdale è stato doppiato da:
- Gabriele Lopez in Chewing Gum
- Ezio Conenna in Mary & George